# Lönkytin
Lönkytin är en ö i Finland. Den ligger i Bottenviken och i kommunen Uleåborg i den ekonomiska regionen  Uleåborgs ekonomiska region i landskapet Norra Österbotten, i den norra delen av landet. Ön ligger omkring 32 kilometer nordväst om Uleåborg och omkring 560 kilometer norr om Helsingfors.
Öns area är 0,4 hektar och dess största längd är 110 meter i öst-västlig riktning. Närmaste större samhälle är Haukipudas, 15,0 km sydost om Lönkytin.